# Ла-Рош-Шале
Ла-Рош-Шале́ (фр. La Roche-Chalais) — коммуна во Франции, находится в регионе Аквитания. Департамент — Дордонь. Входит в состав кантона Монпон-Менестероль. Округ коммуны — Перигё.
Код INSEE коммуны — 24354.

## География

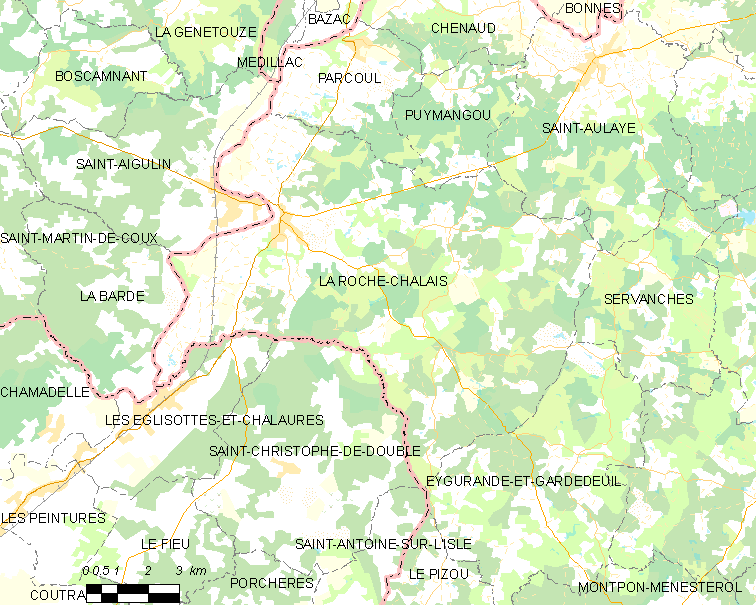
Карта коммуны

Коммуна расположена приблизительно в 450 км к юго-западу от Парижа, в 60 км северо-восточнее Бордо, в 60 км к западу от Перигё.
На западе коммуны протекает река Дрон.

### Климат
Климат умеренный океанический со средним уровнем осадков, которые выпадают преимущественно зимой. Лето здесь долгое и тёплое, однако также довольно влажное, здесь не бывает регулярных периодов летней засухи. Средняя температура января — 5 °C, июля — 18 °C. Изредка вследствие стечения неблагоприятных погодных условий может наблюдаться непродолжительная засуха или случаются поздние заморозки. Климат меняется очень часто, как в течение сезона, так и год от года.

## Население
Население коммуны на 2010 год составляло 2873 человека.
| 1962 | 1968 | 1975 | 1982 | 1990 | 1999 | 2010 |
| ---- | ---- | ---- | ---- | ---- | ---- | ---- |
| 1254 | 2759 | 2997 | 2951 | 2860 | 2804 | 2873 |

## Администрация
| Период | Период | Фамилия      | Партия                    | Примечания              |
| ------ | ------ | ------------ | ------------------------- | ----------------------- |
| 1919   | 1953   | Эмиль Шелю   |                           | провизор                |
| 1953   | 1995   | Жан Боннишон |                           | провизор                |
| 1995   | 2001   | Реймон Дюкло | Социалистическая партия   | директор школы          |
| 2001   | 2008   | Ги Лавиль    | Союз за народное движение | фермер                  |
| 2008   | 2020   | Жак Меню     | беспартийный              | почётный президент SNCF |

## Экономика
В 2010 году среди 1673 человек трудоспособного возраста (15-64 лет) 1151 были экономически активными, 522 — неактивными (показатель активности — 68,8 %, в 1999 году было 69,1 %). Из 1151 активных жителей работали 949 человек (513 мужчин и 436 женщин), безработных было 202 (84 мужчины и 118 женщин). Среди 522 неактивных 114 человек были учениками или студентами, 217 — пенсионерами, 191 были неактивными по другим причинам.

## Достопримечательности
- Средневековая церковь Св. Михаила. Исторический памятник с 1925 года[9]
- Церковь Успения Пресвятой Богородицы (XIX век)
- Замок Валуз[фр.] (1861 год)

## Фотогалерея

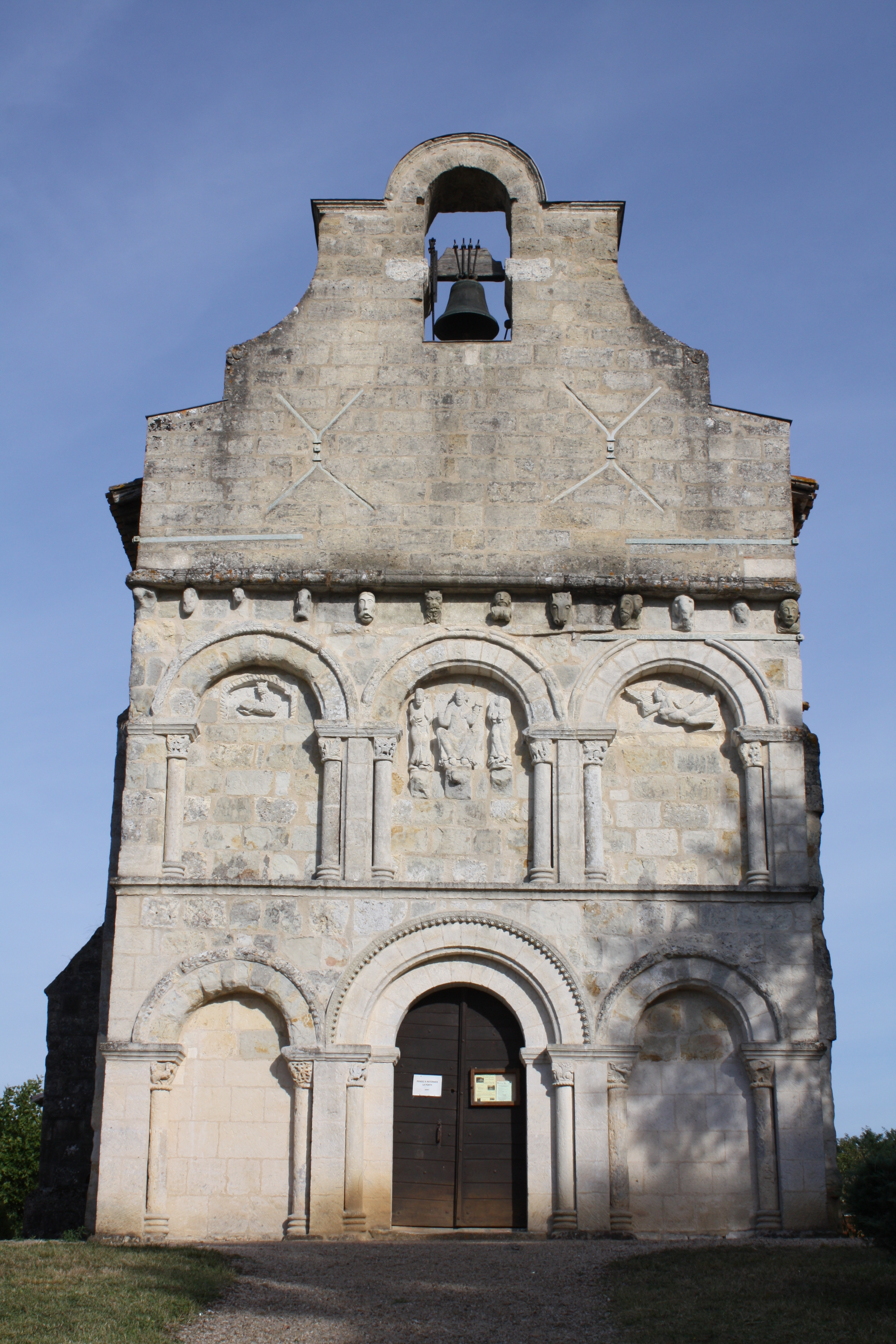
Церковь Св. Михаила
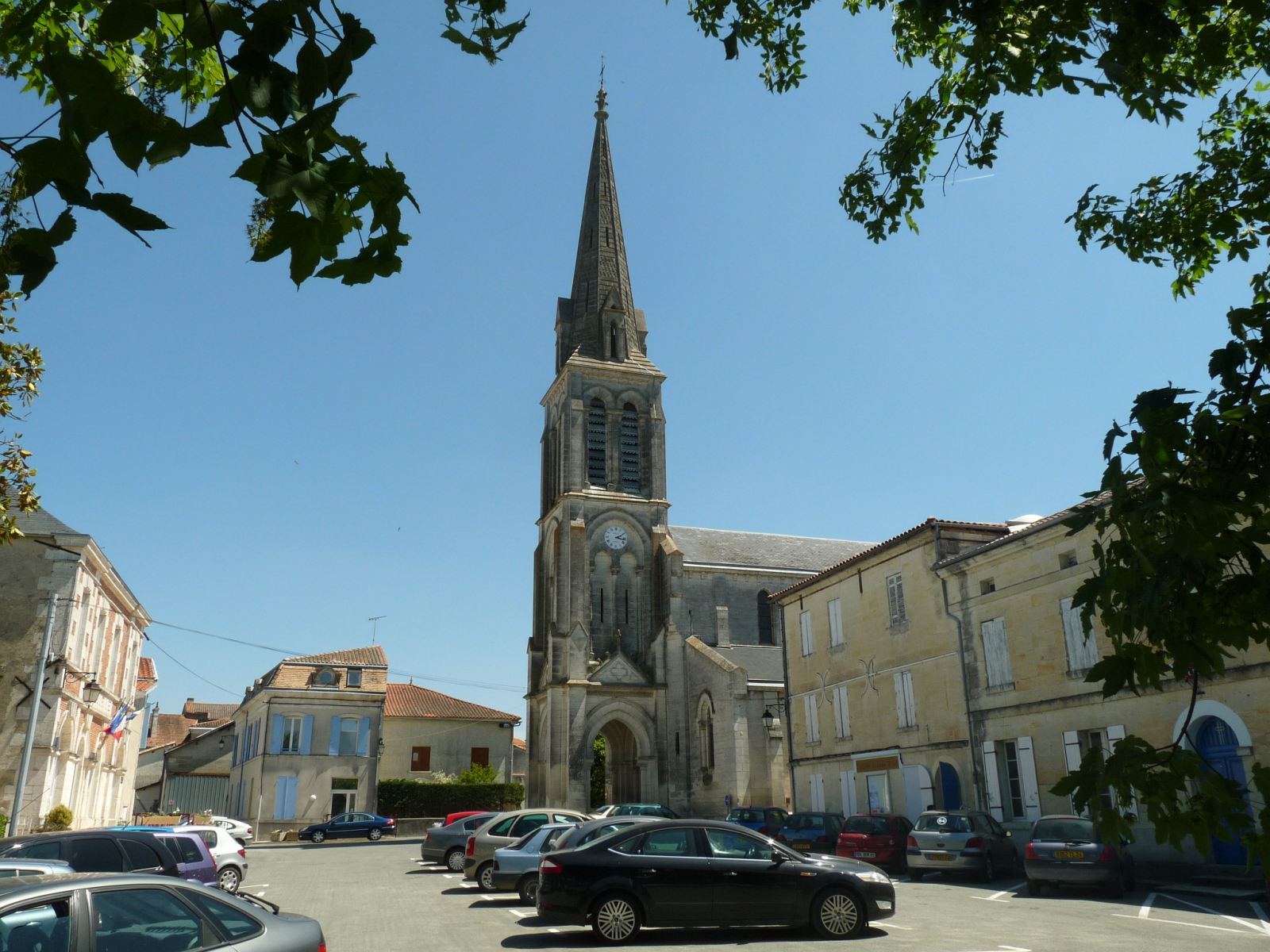
Церковь Успения Пресвятой Богородицы
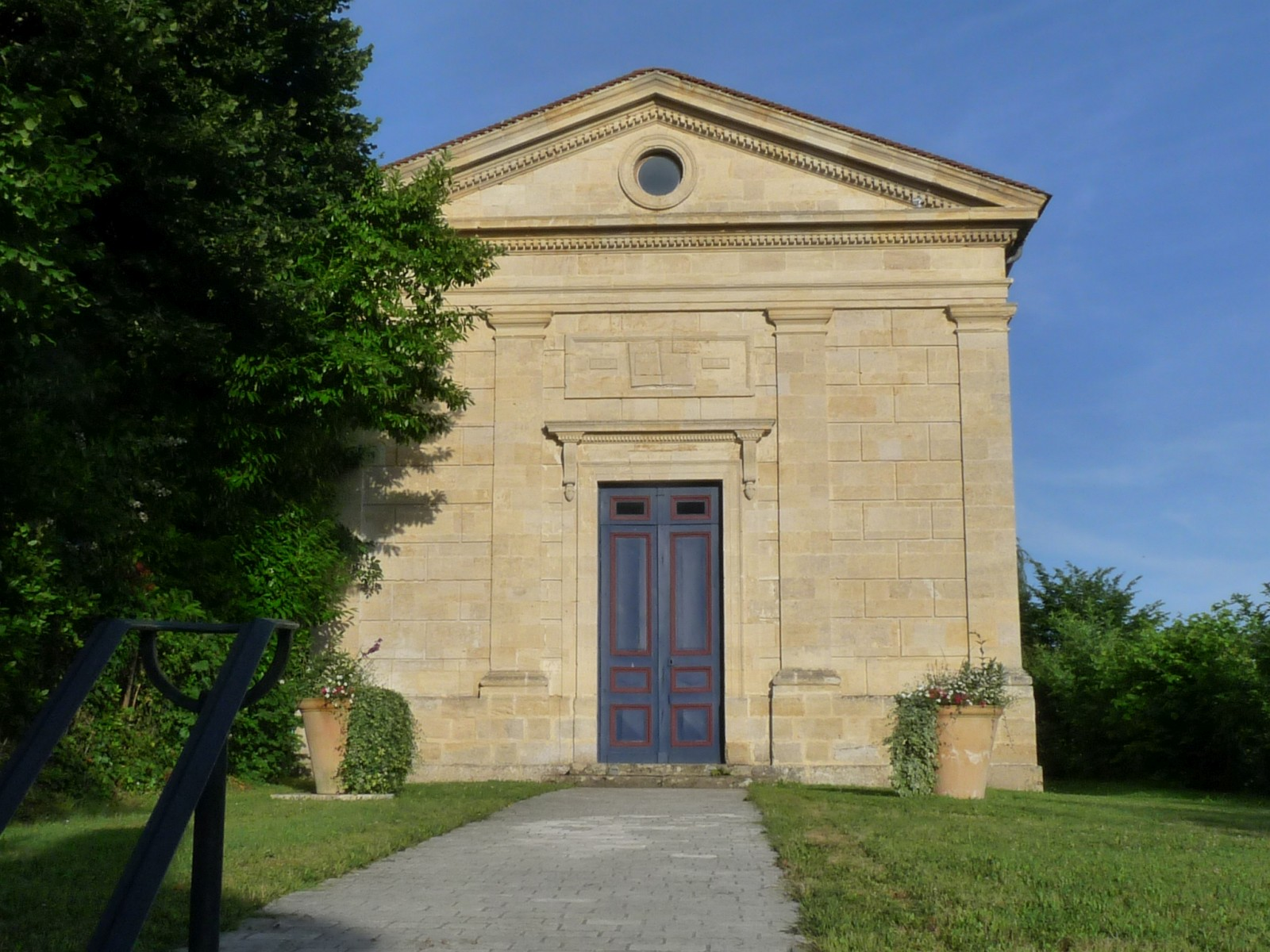
Протестантский храм
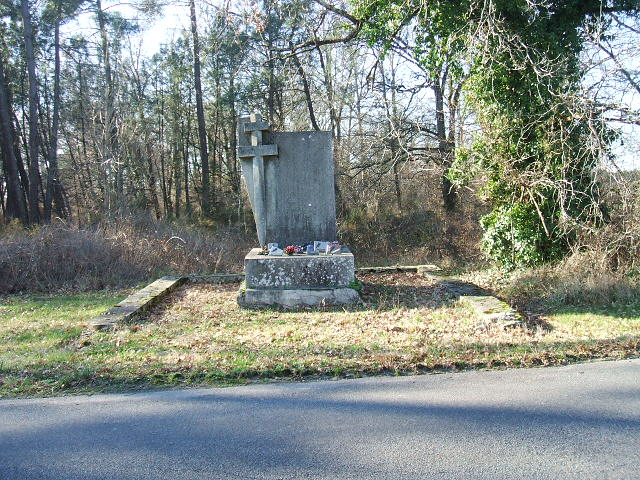
Памятник Жану Пино
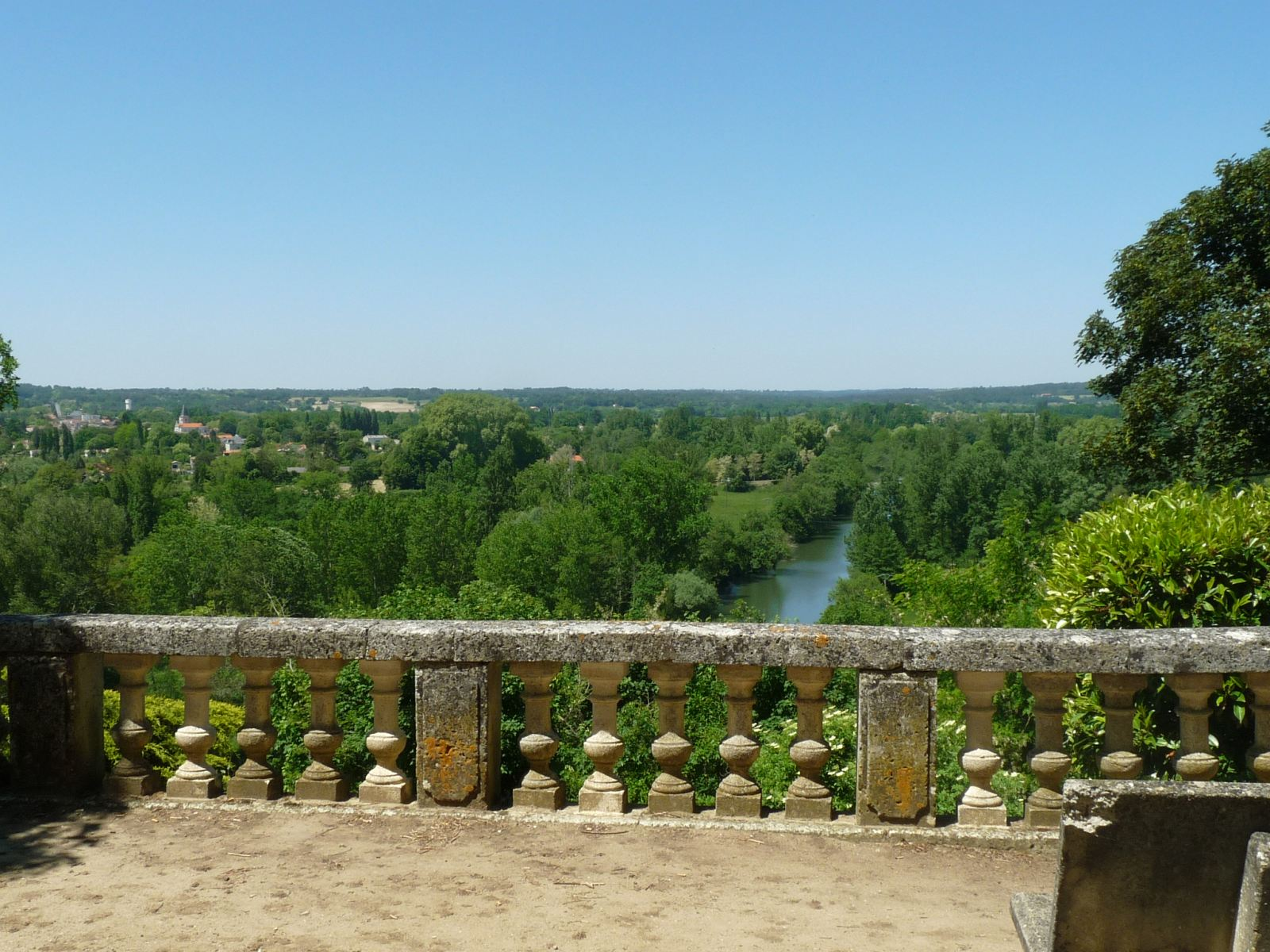
Река Дрон